# 黃德福 (臺灣)
黃德福（1954年8月3日—）,中華民國政治人物及學者，生於臺灣臺北，中國國民黨籍，曾任立法委員及多項國民黨黨職。

## 生平
國立政治大學政治系學士、碩士，並獲西北大學 (美國伊利諾州)政治學博士學位。
1980年至1987年擔任國立政治大學政治系講師，1987年至1992年擔任國立政治大學政治系副教授，1992年至2008年擔任國立政治大學政治系教授迄今，1995年至1997年擔任國立政治大學選舉研究中心主任，1997年至1998年擔任行政院青年輔導委員會主任委員，1999年起擔任青年發展基金會執行長（2015年改由連勝文接任），擔任第五屆及第六屆立法委員，還曾任行政院中央廉政會報委員、考試院公務人員保障暨培訓委員會兼任委員，臺灣中國政治學會祕書長、中國政治學會理事長及李連競選總部企劃部主任。現為臺北市立大學(原臺北市立教育大學)社會暨公共事務學系退休教授。另也同時曾任財團法人臺灣民主基金會執行長一職。

## 爭議事件

### 連陣營網軍事件
在2014年台北市長選戰中，黃德福被指控負責指揮網軍，進行國民黨候選人連勝文陣營的網路宣傳活動，但黃德福本人否認。